# 盛竹书
盛竹书（1860年—1927年），名炳纪，字竹書，浙江省宁波府镇海县骆驼桥人，清朝末年民国初年资本家、银行家，曾担任浙江兴业银行行长、上海交通银行行长、上海银行同业公会会长。

## 生平简介
早年立志科举，曾中秀才。光绪三十三年(1907年)，盛竹书赴汉口，出任宁波会馆董事。盛竹书并发起成立宁波旅汉同乡会。在汉口开设戒烟馆，治疗瘾君子之鸦片烟瘾。盛竹书创办了旅汉子弟学校，支持教育事业，受到赞誉。
宣统二年(1910年)，开始涉足商界，曾斥资向湖北官钱局申请租办汉丰面粉公司，并担任总经理，后汉丰面粉公司改名为汉丰兴记面粉公司。1911年9月，盛竹书出任兴业银行汉口分行经理。1912年，盛竹书被推选为汉口商务总会协理。盛竹书负责汉口商界债务纠纷，并代表汉口总商会制定了商业债务清理规定。
招商汉局货栈因兵火被毁，因很多商户在其仓库都有存货，损失巨万（价值约为120余万两银元）。盛竹书负责处理善后事宜，设立了追赔联合会负责索赔，并多方调停，3年后，才由招商汉局垫款偿还债务。众多商家感谢盛竹书为他们挽回损失的功劳，筹巨款相酬，盛竹书婉拒不成，将所得全部捐献给上海红十字会。
1912年11月，盛竹书、宋炜臣、王一亭等人作为代表出席全国第一次工商会议。盛竹书在北京发起成立全国工商联合会。
盛竹书后来回到上海，出任浙江兴业银行总行行长，之后又担任上海交通银行的行长。1917年，盛竹书与张公权、宋汉章等金融界人士在上海创办了《银行周报》，是中国当时发行最早、持续时间最长的经济学银行学专业报刊。1918年10月19日，上海市银行商业同业公会成立， 盛竹书出任首届董事（首届会长宋汉章，副会长陈光甫，书记董事李馥荪，董事陶兰泉、盛竹书、倪元甫、孙景西）。1920年9月，上海市银行商业同业公会进行首次上层改选，盛竹书被推举为第二届的会长。
盛竹书六十大寿时，将所得寿礼2078元全部捐献给湖北义赈会。

## 遗迹
- 今上海盛竹书旧居